# Alvin (cratera)
Alvin é uma pequena cratera de impacto em Marte.  Ela foi visitada pela sonda Opportunity em 2005.  